# Centrodera decolorata
Centrodera decolorata är en skalbaggsart som först beskrevs av Harris 1838.  Centrodera decolorata ingår i släktet Centrodera och familjen långhorningar. Inga underarter finns listade.